# Stenacron carolina
Stenacron carolina är en dagsländeart som först beskrevs av Banks 1914.  Stenacron carolina ingår i släktet Stenacron och familjen forsdagsländor. Inga underarter finns listade i Catalogue of Life.